# Bulbophyllum cauliflorum
Bulbophyllum cauliflorum là một loài phong lan thuộc chi Bulbophyllum.